# Người dùng cùng lúc
Trong khoa học máy tính, số lượng người dùng cùng lúc (tiếng Anh: Concurrent Users, viết tắt CCU, đôi khi còn gọi là người chơi cùng lúc, người chơi đồng thời ) đối với một tài nguyên ở một địa điểm nào đó, với điều kiện địa điểm đó phải thuộc bên trong một mạng máy tính hay một máy tính cá nhân, là số lượng người dùng đồng thời truy cập hay sử dụng tài nguyên đó tại thời điểm tức thời. Một tài nguyên có thể là một chương trình máy tính, tập tin, hay một máy tính cá nhân, một mạng máy tính nói chung.
Thuật ngữ này xuất hiện nhiều trong các trò chơi trực tuyến, là một trong những tiêu chí để đánh giá trò chơi thay vì các tiêu chí khác như lượng người dùng đã đăng ký, số người chơi theo theo khoảng thời gian.
Số lượng CCU trong một thời điểm có liên quan đến thông số cầu hình phù hợp.
Nó cũng liên quan đến băng thông truyền tải đáp ứng,..
Vậy nên bạn sẽ cần khảo sát số lượng CCU để xây dựng một giải pháp họp trực tuyến phù hợp mà không bị lãng phí hay kém chất lượng.